# Вінт (оповідання)
«Вінт» (рос. Винт) — оповідання Антона Чехова, вперше опубліковане у 1884 році.

## Історія
Оповідання «Вінт» Антон Чехов написав 1884 року. Вперше вийшло друком того самого року в 39-му номері журналу «Осколки» з підписом А. Чехонте. У 1886 році друкувалося в збірці «Строкаті оповідання», увійшло також до зібрання творів письменника, яке видав А. Ф. Маркс.
За життя Чехова оповідання переклали болгарською, польською, сербохорватською і чеською мовами.
Брат письменника Іван Павлович Чехов писав про історію створення оповідання: «Цікаво, як був написане оповідання „Вінт“. Іван Павлович приїхав і став розповідати, що в їхньому повіті всі грають у вінт. А. П. зацікавився. Комусь прийшла фантазія масті назвати міністерствами. А. П. сів за стіл і написав оповідання. Але Лейкін оповідання повернув: не цензурно. Довелося переробити і масті назвати казенною палатою, губернським правлінням і т. ін. В такому вигляді оповідання пройшло».
Відомий зміст рапорту цензора В. П. Альбединського від 12 січня 1890 року, в якому повідомлялося про одіозний зміст оповідання: «Начальник губернського правління (тобто віце-губернатор), повертаючись додому з театру, бачить світло у вікнах правління. Зацікавлений, він заходить подивитися, що там робиться, і застає підлеглих за вінтом. Замість карт у них наклеєні фотографії чиновників. Хрестовий туз — сам віце-губернатор, краля — його дружина тощо. Хрестова масть  — Міністерство внутрішніх справ, червова — Казенна палата, дзвінкова — Міністерство народної освіти, а винова — Відділення державного банку. Начальнику так подобається дотепна вигадка підлеглих, що він сам сідає з ними за ці імпровізовані карти і грає до ранку. Я визнаю чинне оповідання остаточно незручним для виконання перед публікою». У рапорті стоїть резолюція начальника Головного управління у справах друку Є. М. Феоктистова — «Заборонити».
Критик Н. К. Михайловський вважав, що в оповіданні «Вінт» Чехов проявив «гідну подиву винахідливість у плані сміховинних ефектів». На думку критика, оповідання «Вінт» було прикладом твору, що контрастує з пізніми творами письменника: «В останніх творах Чехова, замість колишнього життєрадісного переконання в рівноцінності всього сущого, чути таку страшну тугу, такий розпач, якого не можна було б очікувати від автора „Миня“, „Вінта“ і безлічі інших гарних речей».
Свою думку про оповідання висловлювали Іван Бунін, критики К. Арсеньєв, П. Н. Краснов, Абрамов.

## Сюжет
Одного разу восени керівник міського правління Андрій Степанович Пересолін повертався додому з театру. Проїжджаючи повз правління, він побачив світло у вікнах вартової кімнати. Пересолін вирішив дізнатися в чому справа. У кімнаті правління сиділи за грою в карти четверо чиновників: Серафим Звіздулін, Степан Кулакевич, Веремій Недоєхов та Іван Пісулін.
У розмові чиновники вживали слова: «державний банк», «казенна палата», «губерське правління», «народна освіта», а також різні картярські терміни. Побачивши Пересоліна, чиновники покидали карти. Пересолін став розбиратися, чим вони займаються. Він побачив, що: «на столі лежали не карти, а фотографічні картки звичайного формату, зняті з картону і наліплені на гральні карти». На фотографіях Пересолін упізнав себе, свою дружину, підлеглих і знайомих. Він з'ясував, що чиновники грають у карти, в яких мастями є назви установ, дійсні статські радники у них були тузами, статські радники — королями, дружини осіб IV і V класу — кралями, колезькі радники — нижниками, надвірні радники — десятками, та ін. Ця вигадка сподобалася Пересоліну, він сів за стіл і приєднався до гри.
О сьомій годині ранку до них зайшов сторож Назар, аби поприбирати, і його вельми здивувала побачена картина. Здивованого Назара чиновники прогнали і продовжили гру.

## Переклади українською
Оповідання «Вінт» увійшло до першого тому тритомного зібрання перекладів Чехова українською мовою, що вийшло 1930 року у видавництві «Книгоспілка». Перекладач — Антон Харченко.